# تينوفوفير ألافيناميد
تينوفوفير ألافيناميد (بالإنجليزية: Tenofovir alafenamide)‏ هو دواء يُستعمل في علاج:
- التهاب الكبد ب[9]